# چاله چاله (سلسله)
چاله چاله روستایی از توابع بخش فیروزآباد شهرستان سلسله در استان لرستان ایران است. زبان مردم این روستا لکی است.

## جمعیت
این روستا در دهستان فیروزآباد قرار دارد و بر اساس سرشماری مرکز آمار ایران در سال ۱۳۹۵، جمعیت آن ۱۰۵ نفر بوده که ۵۸ نفر مرد و ۴۷ نفر زن بوده اند. روستای چاله چاله دارای ۳۵ خانوار می باشد.